# Sánkfalva
Sánkfalva (szlovákul Šankovce) Gömörfalva község része, 1960 előtt önálló község Szlovákiában, a Besztercebányai kerület Nagyrőcei járásában.

## Fekvése
Tornaljától 8 km-re északra, a Turóc-patak bal partján fekszik.

## Története
Sánkfalvát 1266-ban „Raas" néven említik először. 1294-ben „Sank", 1421-ben „Sankfalua" alakban említik. 1427-ben a Sánkfalvy és Husz családok a község birtokosai. A 15. században Alsó- és Felsősánk néven a jászói premontrei apátság birtoka. A 16. században lakói elmenekültek a török támadások elől és újra be kellett telepíteni. A 18. században a Steinicher és Draskóczy családok birtoka.
A 18. század végén Vályi András így ír róla: „SANKFALVA. Magy. falu Gömör Várm. földes Urai több Urak, lakosai külömbfélék, fekszik Harkácshoz közel, határja közép termésű, juhai, méhei hasznosak."
1828-ban 61 házában 474 lakos élt. Lakói főként mezőgazdaságból éltek.
Fényes Elek 1851-ben kiadott geográfiai szótárában így ír a faluról: „Sánkfalu, helység, Gömör vmegyében, Harkács tőszomszédságában, a Jolsva és Kövi völgyéről lejövő, s itt összevágó országút mentiben a Thurócz vize mellett lapos helyen fekszik. A lakosok száma 458 megy, kik főleg r. kath., és mindnyájan magyarok. A közbirtok áll 12 urbéri, 10 5/8 majorsági telekből, 26 zsellérből és 7 lakóból; 1096 hold erdőből; a Thúrócz vizén van Dráskoczi Sámuel urnak malma. E helységet Dráskoczi Sámuel ur birja, – a lakosok fazekasok, mindamellett mindent megtermő szántóföldjeiket is jól mivelik."
Borovszky monográfiasorozatának Gömör-Kishont vármegyét tárgyaló része szerint: „Sánkfalva, a Túrócz-völgyben fekvő magyar kisközség, 75 házzal és 428 róm. kath. vallású lakossal. Körjegyzőségi székhely. 1421-ben a Hős és a Sánkfalvy család birtoka. Később a jászói prépostság és a Draskóczy család lett a földesura és most is ennek és br. Vay Aloiziának van itt nagyobb birtoka. A községhez tartoznak Bércz, Hőserdő és Perpes puszták, melyek közül Perpes puszta 1384-ben Perpes és Perbesháza néven merül fel. A Hőserdő elnevezés is a Hős család nevét tartja fenn. Sánkfalva katholikus temploma 1784-ben épült. Postája Harkács, távírója és vasúti állomása Tornallya."
1920-ig Gömör-Kishont vármegye Tornaljai járásához tartozott, majd Csehszlovákia része lett. 1938 és 1945 között újra Magyarországhoz tartozott.
Termelőszövetkezetét 1952-ben alapították. Harkácsot és Sánkfalvát 1960-ban egyesítették.

## Népessége
1910-ben 353 magyar lakosa volt.

## Lásd még
- Gömörfalva
- Harkács

## Külső hivatkozások
- Gömörfalva hivatalos oldala
- Községinfó
- Sánkfalva Szlovákia térképén
- Tourist-channel.sk